# Indian 841

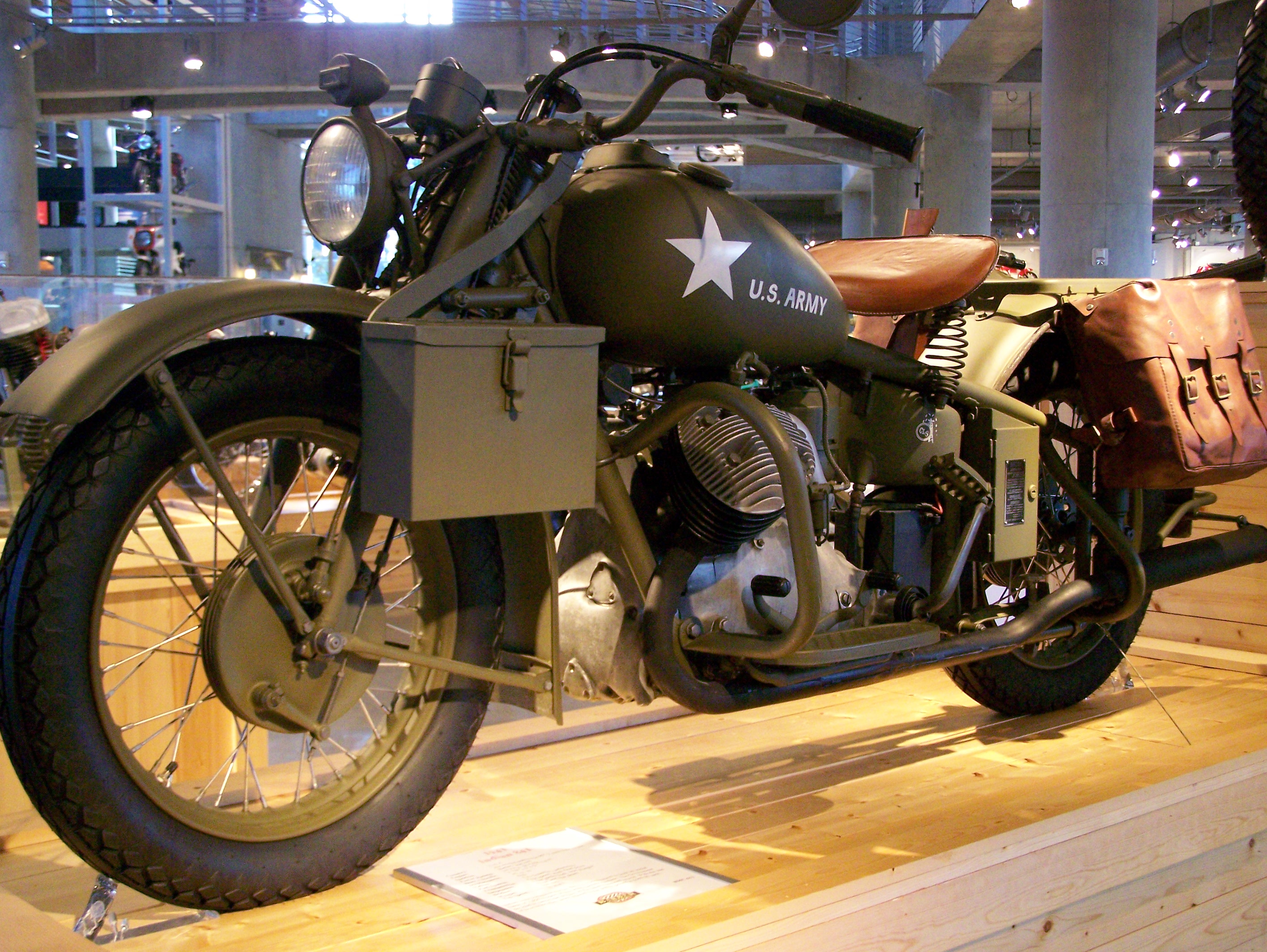
Indian 841

Die Indian 841 war ein Motorrad des US-amerikanischen Motorradherstellers Indian Motocycle Company.

## Geschichte
Das Kriegsministerium der Vereinigten Staaten (englisch United States Department of War) beauftragte 1941 die führenden Motorradhersteller in den 
USA mit der Entwicklung eines schweren Militärmotorrades mit Kardanantrieb.
Indian entwarf die 841, Harley-Davidson stellte die XA vor. Über 1.000 841 wurden gebaut und getestet; letztendlich entschied sich das Kriegsministerium gegen die schweren Militärmotorräder und setzte zukunftsweisend auf den ¼-ton 4 × 4 truck – bekannt geworden als Willys MB Jeep.

## Technik

### Motor und Getriebe
Indian konstruierte einen neuen V2-Motor mit längs liegender Kurbelwelle. Diese Bauweise ermöglichte einen tiefen Schwerpunkt, begünstigte den geforderten Kardanantrieb, da nur ein Winkeltrieb (am Hinterrad) erforderlich war, und bot im Vergleich zum Boxermotor eine höhere Schräglagenfreiheit bei jedoch ungünstigerem Massenausgleich.
Zwei zahnradgetriebene Nockenwellen öffneten die seitlichen Ventile, die an der Vorderseite der luftgekühlten Grauguss-Zylinder angeordnet waren. Rechts und links neben der zwischen den Zylindern eingebauten Lichtmaschine versorgten zwei Linkert-Vergaser den Motor. Eine Zahnradkaskade trieb im vorderen Gehäusedeckel neben den Nockenwellen auch die Ölpumpe und die Lichtmaschine an. Der Zündverteiler wurde von einem Kegelradpaar am hinteren Ende der Lichtmaschine angetrieben; ebenso war der Kickstarter mit einer Kegelradumlenkung so angeordnet, dass er parallel zur Fahrtrichtung betätigt werden konnte.
Das fußgeschaltete Getriebe mit vier Gängen in einem Tunnelgehäuse war direkt am Motorblock angeflanscht.

### Fahrwerk
Am Vorderrad kam eine Trapezgabel zum Einsatz, das Hinterrad wurde von einer Geradewegfederung geführt, die Indian seit 1940 auch in der Chief einsetzte. Der Stahlrohrrahmen war für den Beiwagenbetrieb ausgelegt.

## Technische Daten
| Kenngröße              | Daten des Model 841           |
| ---------------------- | ----------------------------- |
| Bohrung                | 73 mm                         |
| Hub                    | 89 mm                         |
| Hubraum                | 745 cm³                       |
| Verdichtungsverhältnis | 5,1 : 1                       |
| Leistung               | 25 PS (18 kW) bei 4.600 min−1 |
| Höchstgeschwindigkeit  | 70 mph (ca. 110 km/h)         |
| Leergewicht            | 240 kg                        |
| Tankinhalt             | 19 Liter                      |